# Top Ten Club

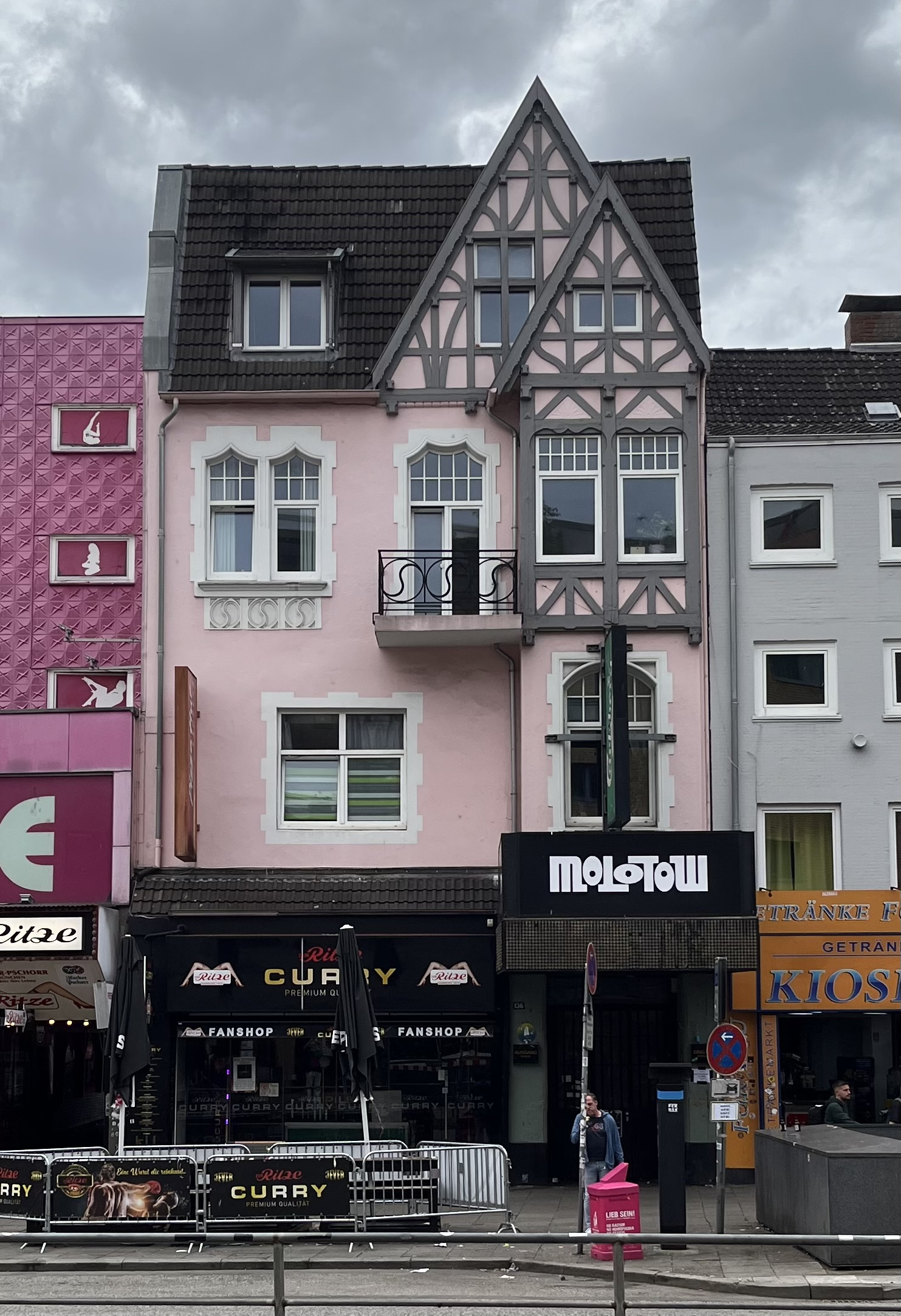
Ehemaliger Top Ten Club, heute Molotow

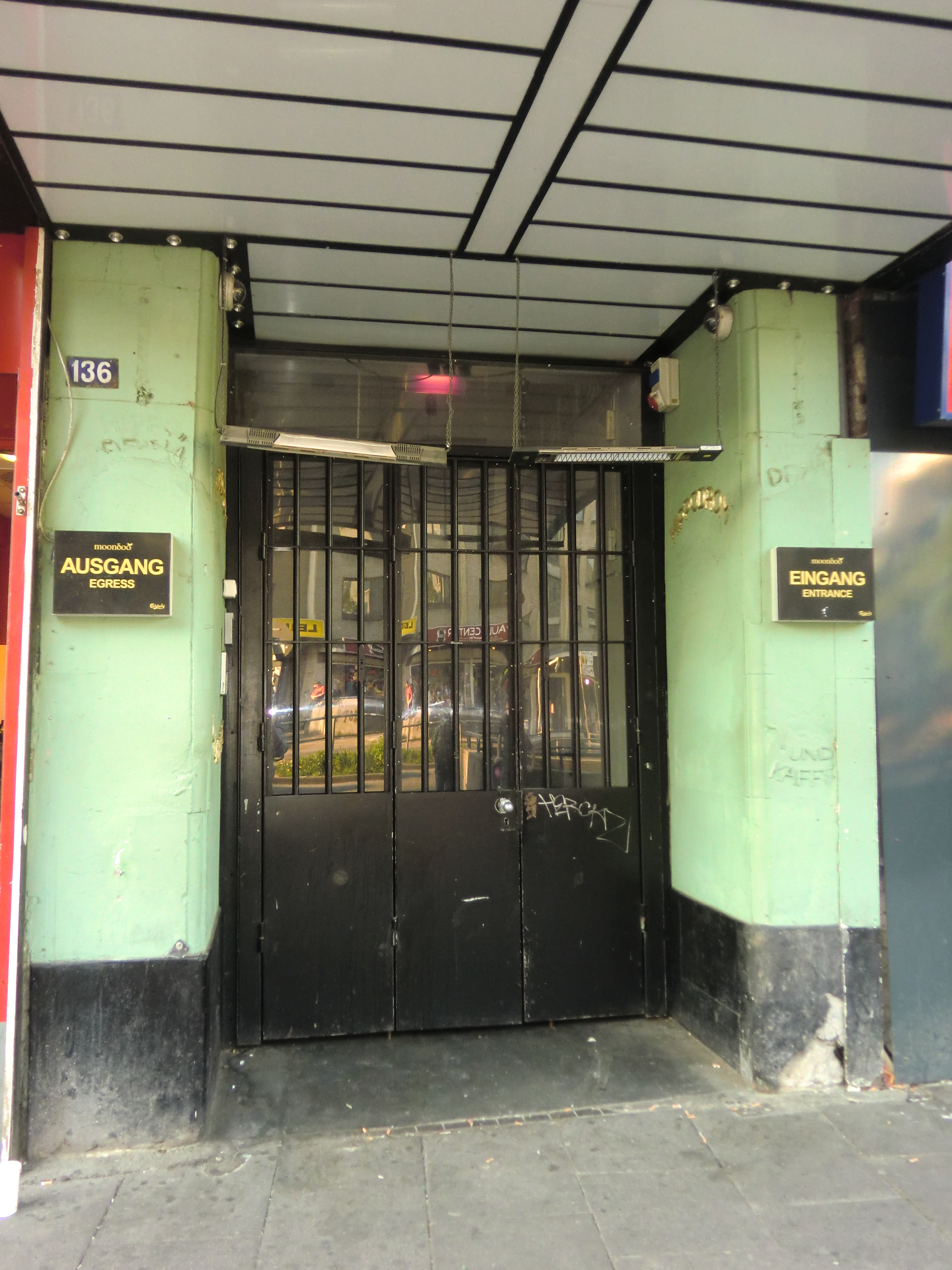
Ehemaliger Eingang vom Top Ten Club, heute Eingang vom Molotow

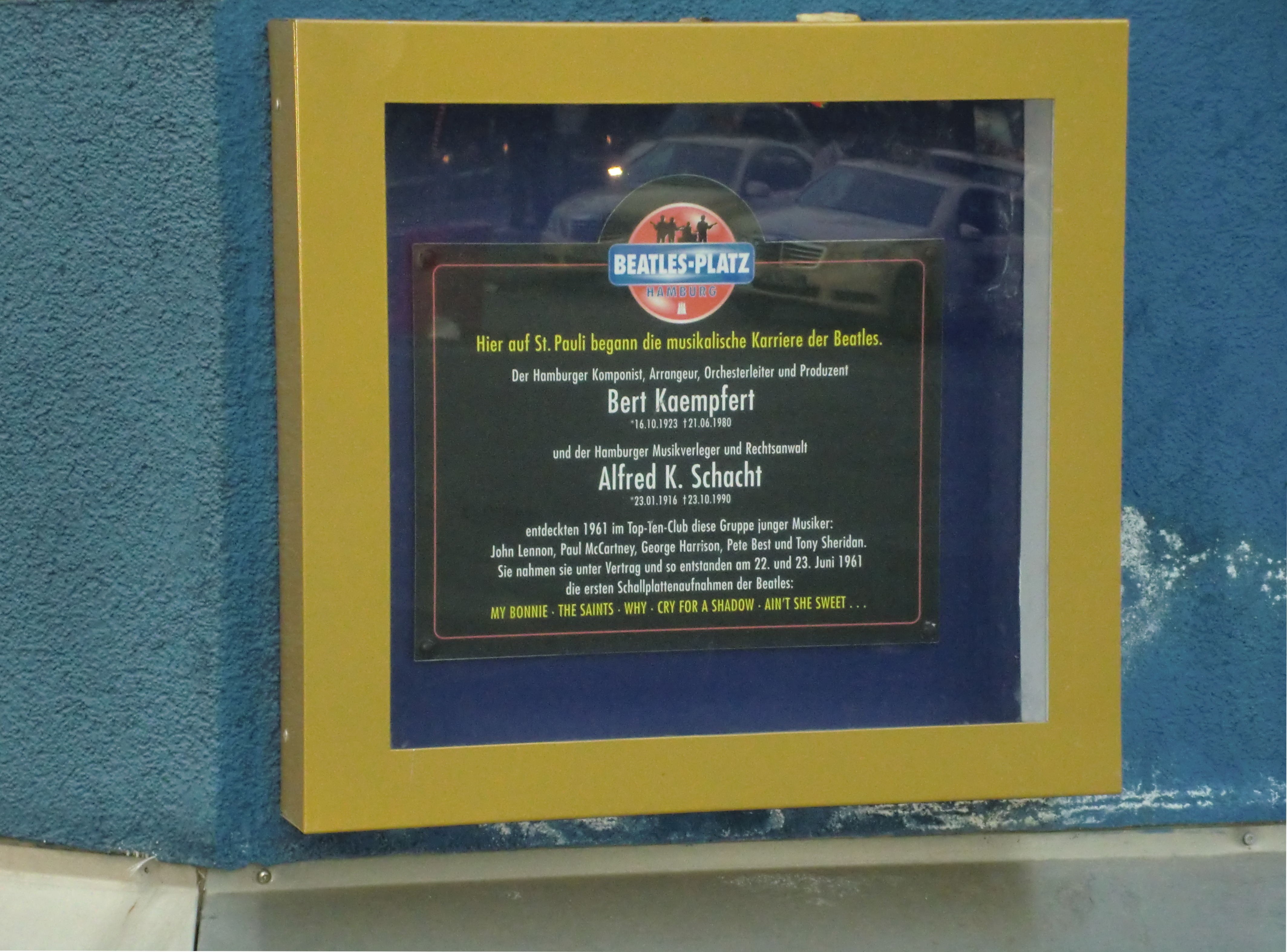
Gedenktafel am Beatles-Platz, die an die Entdeckung der Beatles und Tony Sheridan im Top Ten Club durch Bert Kaempfert und Alfred K. Schacht erinnert

Der Top Ten Club war ein Musikclub im Hamburger Stadtteil St. Pauli an der Reeperbahn 136, der am 31. Oktober 1960 eröffnet wurde und bis 1994 den Namen behielt. 1961 traten The Beatles im Top Ten Club 92-mal auf.

## Geschichte
An der Reeperbahn 136 war Anfang des 20. Jahrhunderts längere Zeit die Lokalität Grand Hippodrom und Café von Carl Richter. Später hieß sie Hippodrom (nicht zu verwechseln mit dem Hippodrom in der Großen Freiheit von Willi Bartels´ Vater Hermann) und gehörte zusammen mit der Hippo-Klause Herbert Eckhorn. 1960 entschloss sich der Erbe des Hippodroms, Peter Eckhorn (* 12. Februar 1939 in Hamburg; † 19. Mai 1979), das Hippodrom zu schließen, es umzubauen, um es mit neuem Namen als Musikclub neu zu eröffnen. Nach einer kurzen Umbauphase war dies geschehen. Der Top Ten Club wurde am 31. Oktober 1960 von Peter Eckhorn und seinem Geschäftsführer Horst Fascher eröffnet. Nach Unstimmigkeiten trennte sich kurz darauf Peter Eckhorn von Horst Fascher, der dann als Kellner in einem Lokal in der Großen Freiheit arbeitete und dort Manfred Weissleder überredete, aus dessen ehemaligen Stern-Kino einen Musikclub zu machen, den Star-Club, dessen Geschäftsführer er dann wurde.
Die legendäre Toilettenfrau Rosa Hoffmann (Tante Rosa) hatte für ihre Gäste immer ein offenes Ohr. Für sie, Tony Sheridan und auch die Beatles war sie „Mutter und Oma zugleich“. Paul McCartney ließ sie mit seiner Freundin zeitweilig sogar auf ihrem Hausboot im Hafen übernachten.

### The Beatles
The Beatles, die bis zum 31. Dezember 1960 bei Bruno Koschmider, dem Eigentümer vom Kaiserkeller unter Vertrag standen, besuchten oft, wenn sie nicht spielten, Tony Sheridan, der mit seinen The Jets im Top Ten Club auftrat. Dabei spielten sie auch mal gelegentlich zusammen, was Bruno Koschmider erfuhr. Am 21. November 1960 wurde George Harrison von der Polizei nach England abgeschoben, weil er mit seinen 17 Jahren zu jung war, um nach Mitternacht in einem Nachtclub zu arbeiten. Es wird vermutet, dass es Bruno Koschmider war, der der Polizei den Tipp gab, weil er sich darüber ärgerte, dass die Beatles dem Kaiserkeller untreu wurden und zum Top Ten Club wechseln wollten. George Harrison musste zurück nach Liverpool reisen.
Am nur wenige Stunden alten 29. November wurden Paul McCartney und Pete Best wegen versuchter Brandstiftung verhaftet. Sie sollen einen Wandteppich oder eine Gardinenschnur angesteckt haben, als sie ihr persönliches Hab und Gut in Bruno Koschmiders Bambi-Kino, in dessen Nebenraum sie immer schliefen, zusammen gepackt hatten, um es in den Top Ten Club zu bringen. Sie verbrachten die restliche Nacht in einer Zelle der Davidwache und wurden am Morgen wieder entlassen. Kurze Zeit später wurden sie erneut verhaftet und erfuhren, dass sie Deutschland verlassen sollten. Bevor sie abgeschoben wurden, schlossen sie mit Peter Eckhorn einen Vertrag, um ab April nächsten Jahres im Top Ten Club auftreten zu können. Am Abend des 30. November 1960 flogen beide zurück nach London und reisten von da aus weiter nach Liverpool. Pete Best musste sein Schlagzeug in Hamburg zurücklassen.
Aufgrund einer Anzeige von Bruno Koschmider, vermutlich wegen Vertragsbruch, wurde auch John Lennon und Stuart Sutcliffe von der Polizei gesucht. Am 10. Dezember 1960 kehrte John Lennon nach England zurück, nachdem er sich für mehr als eine Woche versteckt hatte. Stuart Sutcliffe blieb noch bis Februar bei seiner Freundin Astrid Kirchherr in Hamburg.
Die Beatles traten danach vom 1. April bis zum 1. Juli 1961 im Top Ten Club mit Tony Sheridan auf. Es wurden zweiundneunzig Nächte, in denen die Beatles und Tony Sheridan ohne Unterbrechung im Top Ten Club auftraten. Genau sollen es 503 Stunden auf der Bühne gewesen sein. Sie spielten sieben Stunden pro Abend, am Wochenende acht Stunden. Nach jeder Stunde gab es eine Pause von fünfzehn Minuten.
Im Top Ten Club befanden sich während eines Auftrittes eines Abends der Musikproduzent Bert Kaempfert sowie der Musikverleger Alfred K. Schacht, die Tony Sheridan und die Beatles entdeckten und unter Vertrag nahmen. Am 22. und 23. Juni wurden für Polydor mehrere Titel in der Friedrich-Ebert-Halle mit Tony Sheridan und den Beatles aufgenommen, die aufgrund eines Einwandes der Plattenfirma bei dieser Aufnahme als Beat Brothers in Erscheinung traten. Darunter war der Titel My Bonnie, den sie bei ihren Auftritten im Top Ten Club auch spielten. Stuart Sutcliffe war bei der Aufnahme und den letzten Auftritten im Top Ten Club nicht dabei. Er verließ die Band im Juni 1961.
Peter Brüchmann dokumentierte 1961 den Besuch der Beatles im Top Ten Club. Die Reportage erschien aber erst 1966 in der Quick. Gerd Mingram fotografierte die Beatles eher zufällig, als er im Auftrag einer Gewerkschaftszeitung im Top Ten Club Fotos machte. Einige der Fotos verkaufte er Mitte der siebziger Jahre für 30.000 Pfund an Paul McCartney.
Eigentlich wollten die Beatles 1962 auch im Top Ten Club auftreten, doch der Eigentümer des neuen Star-Club, Manfred Weissleder, und sein Geschäftsführer Horst Fascher hatten Peter Eckhorn so lange überboten, bis der Beatles-Manager Brian Epstein schließlich, statt den Top Ten Club, den Star-Club vorzog.

### Bands
Bekannte Bands, die hier auftraten waren unter anderem The Jets (mit Tony Sheridan), Gerry & the Pacemakers, The Beatles & Tony Sheridan, Dave Dee, Dozy, Beaky, Mick & Tich, The Nightsounds (mit Albert Lee), Alex Harvey’s Big Soul Band (mit Alex Harvey), The Mastersounds (mit Isabella Bond), The Tramps (Ex-Mitglieder von King Size Taylor And The Dominoes, die auch mit Isabella Bond auftraten), Bluesology (mit Reg Dwight aka Elton John), The Smokeless Zone (mit Deke Leonard), Paddy, Klaus and Gibson (mit Klaus Voormann), The Magic Lanterns (mit Jimmy Bilsbury), The Liverbirds, Freddie & the Dreamers, The Monks und Cisco and his Dynamites.
Von 1984 bis 1994 war der Betreiber des Top Ten Club Kalle Schwensen. In der Zeit spielten auch Bands. Nur so zum Spaß traten auch Freunde von ihm auf, wenn sie da waren, unter anderen die Scorpions, Duff McKagan von Guns N’ Roses, Richie Sambora von Bon Jovi, Udo Lindenberg, The Rattles und Tony Sheridan.
1992 starb ein Zuhälter namens Bobby durch einen Querschläger im Eingangsbereich des Top Ten Club.

### Zeit danach
Ab 1994 folgten ca. zehn Besitzerwechsel, und genauso oft wechselten auch die Namen. Die Namen lauteten MC-Music Club, neuer Top Ten Club, Soap Opera, The Irish Harp, La Cage (1997 bis 2001), Titty Twister (in Anlehnung an die Bar Titty Twister in dem Film From Dusk Till Dawn) (2002 bis 2003), Golden Stars (2003), Glam (2003 bis 2005), La Rocca (2005 bis 2006), moondoo (2008 bis 2024). Zu Neujahr 2025 wurde die Location an das Molotow abgegeben, das erneut seine bisherige Location wechseln musste. Der Start für das Molotow am neuen Standort war im März 2025.
Der Eigentümer der Immobilie Reeperbahn 136 ist seit vielen Jahren ein Immobilienkaufmann, der am Starnberger See residiert und weltweit agiert.
1994 wurde für den Film Backbeat der Londoner Club Dome im Stadtteil Tufnell Park im Bezirk London Borough of Islington in den Top Ten Club verwandelt.

## Tonträger
Live recording from the Top Ten Beat Club, Hamburg, Reeperbahn – Die Schallplatten wurden im Top Ten Club aufgenommen und sind von Decca Records, bis auf die eine israelische Pressung, die von dem Label Pax ist.
- 1964: Isabella Bond & Top Ten Allstars – Downtown / Breat And Butter (Single)[24]
- 1964: Isabella Bond & Top Ten Allstars – Everything's Allright / Thanks A Lot (Single)[25]
- 1964: Top Ten Allstars – Live recording from the Top Ten Beat Club, Hamburg, Reeperbahn (Album)
- 1964: Isabella Bond & Top Ten Allstars – Everything's alright with Isabella Bond (Album)
- 1965: Isabella Bond & Top Ten Allstars – Everything's alright with Isabella Bond (Album) (Neupressung oder Wiederaufnahme)[26]
- 196?: Top Ten Allstars – Three o'clock in the mornin' (Album)
- 196?: Top Ten Allstars – Three o'clock in the mornin' (Album) (Israelische Pressung)
- 1966: Isabella Bond & Top Ten Allstars – Surfin' 66 (Album)[27]
- 196?: Top Ten Allstars – Sweet Beat and Fun, Fun, Fun! (Album)